# Titularbistum Garriana
Garriana ist ein Titularbistum der römisch-katholischen Kirche.
Es geht zurück auf einen untergegangenen Bischofssitz in der gleichnamigen antiken Stadt, die in der römischen Provinz Byzacena (Sahelregion Tunesiens) lag.
| Titularbischöfe von Garriana |                                      |                                                |                   |                   |
| Nr.                          | Name                                 | Amt                                            | von               | bis               |
| 1                            | Aloys Bigirumwami                    | Apostolischer Vikar von Nyundo (Ruanda-Urundi) | 14. Februar 1952  | 10. November 1959 |
| 2                            | Jorge Alberto Giraldo Restrepo CIM   | Weihbischof in Pasto (Kolumbien)               | 13. Mai 1960      | 21. November 1961 |
| 3                            | Jacinto Eccher OFM (Giacinto Eccher) | Prälat von Aiquile (Bolivien)                  | 11. Dezember 1961 | 7. November 1977  |
| 4                            | Ferenc Rosta                         | Weihbischof in Stuhlweißenburg (Ungarn)        | 2. März 1978      | 28. Juli 1978     |
| 5                            | James Henry Garland                  | Weihbischof in Cincinnati (USA)                | 2. Juni 1984      | 6. Oktober 1992   |
| 6                            | Vincenzo Savio SDB                   | Weihbischof in Livorno (Italien)               | 14. April 1993    | 9. Dezember 2000  |
| 7                            | Rogelio Esquivel Medina              | Weihbischof in Mexiko (Mexiko)                 | 27. Juni 2001     | 20. Juni 2023     |
| 8                            | Edmar José da Silva                  | Weihbischof in Belo Horizonte (Brasilien)      | 6. März 2024      |                   |